# 黒部インターチェンジ
黒部インターチェンジ（くろべインターチェンジ）は、富山県黒部市荻生新町にある北陸自動車道のインターチェンジである。

## 歴史
- 1983年（昭和58年）12月13日 - 滑川IC - 朝日IC間の開通に伴い[5]、供用開始[1][2][3]。

## 道路
- E8 北陸自動車道（26番）

直接接続
- 富山県道53号若栗生地線

間接接続
- 国道8号

## 料金所
- ブース数：4

### 入口
- ブース数：2
  - ETC専用：1
  - 一般：1

### 出口
- ブース数：2
  - ETC専用：1
  - 一般：1

## 周辺
- 黒部モビリティサービス 新幹線生地線 黒部インター口停留所
- 西日本旅客鉄道（JR西日本）北陸新幹線 黒部宇奈月温泉駅
- 富山地方鉄道本線 新黒部駅
- YKK AP 黒部荻生製造所
- 若栗城跡
- 天真寺
- 黒部市立荻生小学校
- 黒部市立若栗小学校

## 黒部バスストップ
インターチェンジ内にある高速バス停留所。

### 停車路線
路線詳細は富山地方鉄道#高速・特急バスを参照のこと。
- 東京 - 富山線：池袋・新宿行（富山地方鉄道・西武バス）
- 富山 - 新潟線：新潟行（富山地方鉄道・新潟交通）

## 隣
E8 北陸自動車道
(25)魚津IC - (26)黒部IC - (26-1)入善PA/スマートIC - (27)朝日IC